# Фернандес-и-Солар, Хуана
Хуана Фернандес-и-Солар (исп. Juana Fernández Solar; 13 июля 1900, Сантьяго — 12 апреля 1920, Лос-Андес, Вальпараисо), в монашестве Тереза Иисуса (исп. Teresa de Jesus), или Тереза Андийская (исп. Teresa de Los Andes) — святая римско-католической церкви, монахиня ордена босых кармелиток (OCD), мистик, покровительница молодёжи.

## Биография
Хуана Энрикета Хосефина де лос Саградос Корасонес Фернандес-и-Солар (исп. Juana Enriqueta Josefina de los Sagrados Corazones Fernández Solar) родилась 13 июля 1900 года в Сантьяго, в Чили в многодетной и состоятельной семье Мигеля Фернандеса и Лусии Солар. Начальное образование она получила на дому в семье. Родители девочки были людьми благочестивыми, и воспитывали детей согласно христианской традиции в любви к Богу и ближним. Большое влияние на духовное развитие Хуаниты (так звали её близкие) оказал дедушка по линии матери, Евлогий Солар. Он был владельцем имения в Хака-Буко, в котором она провела раннее детство, и здесь полюбила лошадей.
После смерти дедушки в 1907 году, Хуанита поступила в коллегию, принадлежавшею Конгрегации Сестер Святого Сердца, в Аламеда, и обучалась в ней экстерном. А в 1915 году она поступила в это учебное заведение уже в качестве пансионистки. Во время обучения Хуанита показала не только способности к наукам, но и выдающиеся душевные качества. Несмотря на слабое здоровье, она обладала живым и веселым нравом, любила природу и путешествия, особенно на лошадях. Высокая голубоглазая красавица с очаровательной улыбкой, Хуанита уже в отрочестве привлекала внимание мальчиков-сверстников. Но именно в этом возрасте в ней пробудилось стремление к монашескому призванию.
Она помогала священникам на приходе, оказывала помощь малоимущим, утешая их делом и словом, особенной любовью окружала детей бедняков. Поняв серьёзность намерений ученицы, настоятельница коллегии рекомендовала ей прочитать «Историю одной души» Терезы Младенца Иисуса и Святого Лика (в миру Терезы Мартен) и «Письма» Елизаветы Троицы (в миру Елизаветы Катэ). Позднее она прочитала «Пути Совершенства» Терезы Иисуса (в миру Тересы де Аумада-и-Чепеда). Эти книги открыли ей духовность кармелитов и повлияли на её решение принять постриг в ордене босых кармелиток.
Но решение это далось ей нелегко. Хуанита любила родителей и была привязана к семье. В августе 1918 года она завершила образование и вернулась домой. Не оставив намерения поступить в монастырь, до времени Хуанита скрывала от близких это своё желание. Все как прежде видели веселую, жизнерадостную девушку, и только Богу на молитве и духовному дневнику она открывала подлинные чувства.
Обнаружив поблизости в Лос-Андес небольшую обитель босых кармелиток, Хуанита пришла сюда помолиться, и поняла, что больше не может оставаться в миру. 5 сентября 1917 года она написала настоятельнице монастыря с просьбой принять её в послушницы, несмотря на слабое здоровье. Через несколько дней она получила утвердительный ответ. Родители и близкие благословили её, 7 мая 1919 года она поступила в тот самый монастырь Святого Духа в Лос-Андес, городке в 90 км от Сантьяго.
14 октября того же года Хуанита принесла временные монашеские обеты, приняла монашеское облачение и новое имя Терезы Иисуса, в честь великой реформатора ордена. Так начался её новициат. В монастыре, кроме молитвы, молодая инокиня несла различные послушания. По преданию, за месяц до кончины на молитве её было открыто о скорой смерти, в чем она призналась духовнику и просила помочь ей достойно подготовиться к жизни вечной.
1 апреля 1920 года, в Великий Четверг Тереза приняла Святое Причастие. Она почувствовала реальное присутствие Христа в Евхаристии, из-за чего долго пробыла на хорах в состоянии благодати. А в Страстную Пятницу 2 апреля того же года у неё в острой форме проявились симптомы брюшного тифа. Через пять дней после этого Тереза приняла последнее напутствие и принесла вечные монашеские обеты по принципу articulo mortis (смертельной опасности). После нескольких дней агонии, вечером 12 апреля 1920 года Тереза Иисуса скончалась.

## Почитание
Папа Иоанн Павел II 3 апреля 1987 года в Сантьяго-де-Чили причислил её к лику блаженных, а 21 марта 1993 года в Риме тот же Папа канонизировал Терезу Иисуса, или Терезу Андийскую. Она стала первой канонизированной монахиней ордена босых кармелиток в Чили и вне европейского континента. Её почитание получило распространение на родине, где к месту её упокоения в санктуарии в Ауко-Ринконада де Лос-Андес совершаются многочисленные паломничества. Литургическая память ей совершается 12 апреля, в ордене босых кармелиток её почитают также 13 июля.